# Florian Egli
Florian Michael Benedikt Egli (* 1982 in Trasadingen) ist ein Schweizer Jazzmusiker (Alt- und Sopransaxophon, Klarinette, Flöte, Komposition).
Egli stammt aus einer musikalischen Familie und spielte bereits im Alter von fünf Jahren Blockflöte und Klavier, mit elf Jahren lernte er Saxophon. Während der Schulzeit spielte er in der Funk- und Hip-Hop-Band Moondogs, mit der erste Aufnahmen entstanden. Er studierte Musik an der Zürcher Hochschule der Künste bei Christoph Grab und Reto Suhner, war Stipendiat der Friedl Wald Stiftung, spielte im Swiss Jazz Orchestra und war Mitglied des Lucerne Jazz Orchestra, an deren Alben Don't Walk Too Far und Berge Versetzen (mit Claudio Puntin, 2010) er beteiligt war. Ferner arbeitete er mit Jürg Wickihalder (Narziss und Echo, 2011). Eigene Bandprojekte sind Florian Egli's The Murder of Amus Ames und Weird Beard, mit der er 2014 den zweiten Platz beim ZKB Jazzpreis gewann. Seit 2008 engagiert sich Egli zudem im Vorstand des Vereins „Jazzbaragge“.

## Diskographische Hinweise
- Florian Egli's The Murder of Amus Ames: Murderish Good Music (Unit Records, 2010), mit Claude Meier, Andreas Wettstein sowie Christoph Grab
- Weird Beard: Away (Unit Records, 2012), mit Dave Gisler, Valentin Dietrich, Rico Baumann
- Florian Egli Weird Beard: Everything Moves (Intakt Records, 2016), mit  Dave Gisler, Martina Berther, Rico Baumann